# Sub7
Sub7 lub SubSeven – nazwa popularnego backdoora. Jest głównie używany przez tzw. script kiddies – niedoświadczonych crackerów – do wyrządzania niewielkich szkód (takich jak chowanie kursora, zmiana ustawień systemowych czy wczytywanie stron pornograficznych). Może być również wykorzystany do poważniejszych działań przestępczych, takich jak kradzieże danych kart kredytowych dzięki funkcji keyloggera. Nazwa programu powstała przez odwrócenie słowa NetBus → („suBteN”) i zmianę „ten” na „seven”.
Sub7 jest zazwyczaj zatrzymywany przez oprogramowanie antywirusowe czy zapory sieciowe oraz dzięki wbudowanym cechom systemów operacyjnych; nie stanowi zatem wielkiego zagrożenia dla bezpieczeństwa. Jednakże może być ukrywany poprzez umieszczenie pliku trojana w archiwum zip.
Autorem tego oprogramowania jest Mobman (miejsce jego pobytu i inne dane są nieznane). Projekt ten nie jest już rozwijany (ostatnia modyfikacja jest datowana na 6 kwietnia 2004 roku).
Sub7 jest udostępniany w dwóch wersjach: na serwer i na klienta. Do uzyskania kontroli nad komputerem wymagane jest nakłonienie ofiary do instalacji wersji serwer na swoim urządzeniu. Klient to program z interfejsem graficznym, który script kiddie uruchamia na własnym komputerze, żeby przejąć kontrolę nad ofiarą. Oprogramowanie pozwala na ustawienie hasła na serwerze, dzięki czemu teoretycznie zdobytej maszyny nie będzie mógł przejąć inny cyberprzestępca.
Sub7 ma więcej ciekawych cech niż NetBus (np. pozwala na przejmowanie kamer internetowych, wielokrotne przekierowywanie portów, łatwy do użycia edytor rejestru itd.), zawsze stara się zainstalować w katalogu Windows. Sub7 jest nieco mniej stabilny od NetBusa.
Starsze wersje Sub7 (wersja serwer) były wyposażone w hasło główne, pozwalając tym samym każdemu, kto zna to hasło, na przejęcie kontroli nad systemem. W niektórych wersjach hasło to brzmiało: 14438136782715101980, ale ta właściwość została usunięta. Niektóre wersje klienta zawierały Hard Drive Killer Pro code, który ma na celu zniszczenie dysku wroga Mobmana. Sprawdza on, czy na komputerze jest zainstalowane ICQ i jeśli numer konta się zgadza (7889118, numer ICQ Seana Hamiltona, autora konkurencyjnego trojana), niszczy dysk twardy.